# Dieter Nuhr

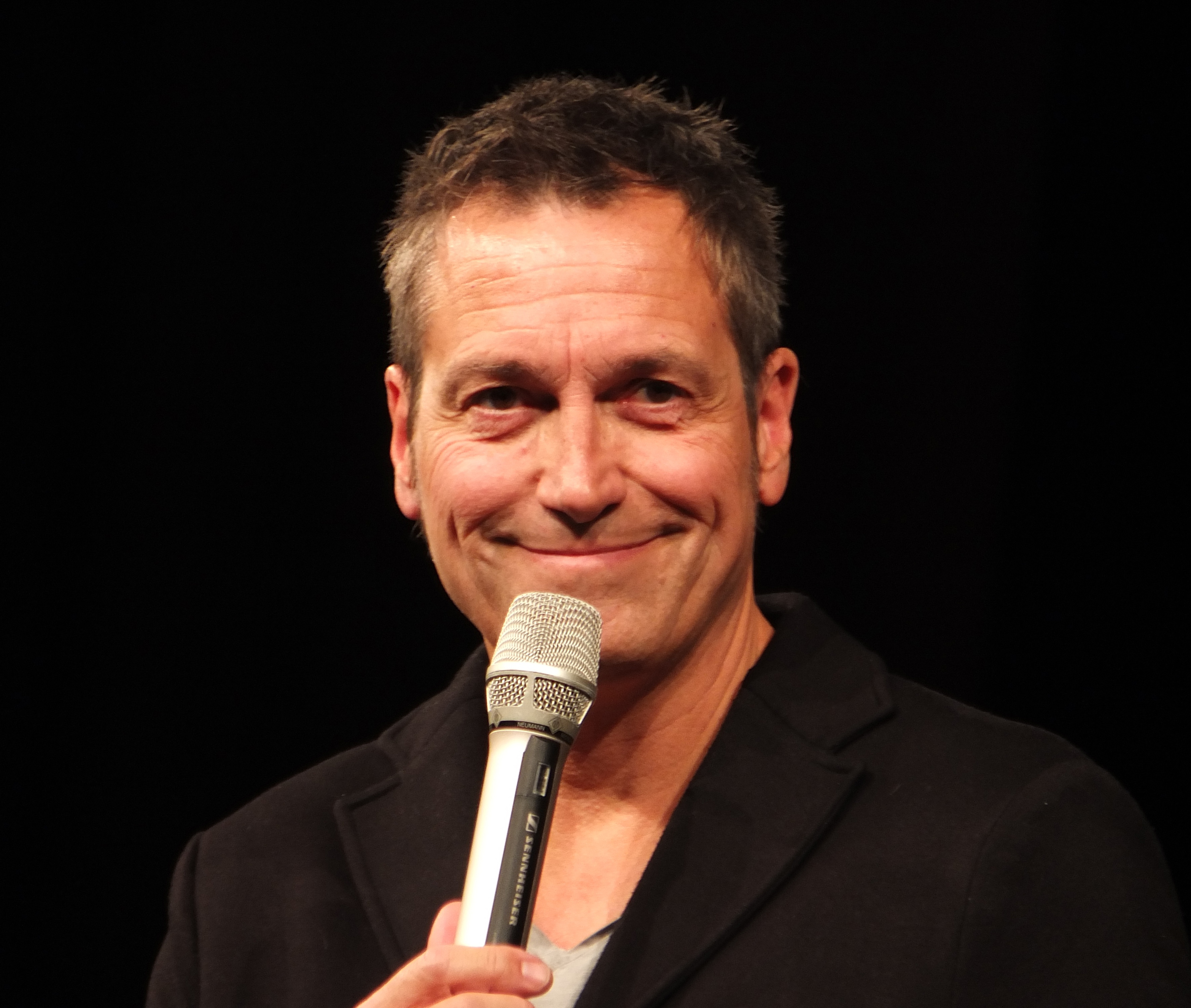
Dieter Nuhr (2017)

Dieter Herbert Nuhr (* 29. Oktober 1960 in Wesel) ist ein deutscher Kabarettist, Komiker, Autor, Fotograf und Fernsehmoderator.

## Leben
Bis zu seinem vierten Lebensjahr verbrachte Nuhr seine Kindheit in Wesel und zog dann mit seiner Familie nach Düsseldorf, wo er am Leibniz-Gymnasium das Abitur ablegte. Er hat einen Bruder. Nuhr stammt aus einer katholischen Familie und war Messdiener. Ab 1981 studierte er an der Universität-Gesamthochschule Essen bildende Kunst und Geschichte auf Lehramt. 1988 legte er hierfür das Erste Staatsexamen ab.
Nuhr lebt in Ratingen. Er ist verheiratet und hat eine Tochter (* 1996). Zwanzig Jahre spielte er Handball. Seit 2014 spielt er Tennis für die Mannschaft der Altersklasse 50 des TC Bovert in der Niederrheinliga.

## Kabarett
Seine Bühnenauftritte begann er in einer Schülertheatergruppe. Erste Vortragstexte entwarf er während eines Projekts der Theatergruppe am Düsseldorfer Schauspielhaus. 1986 gründete er mit Frank Küster das Kabarettduo V.E.V.–K.Barett. Ab 1987 absolvierten sie erste gemeinsame Auftritte mit dem Programm Haben Sie sich Ihre Schranknummer gemerkt? 1989 entstand das Programm Pralle Pracht, und ab 1990 traten die beiden unter dem leicht geänderten Namen V.E.V.–Kabarett mit dem nächsten Programm Schrille Stille auf.
Zipfeltreffen hieß das letzte gemeinsame Programm des Duos. Ab 1994 war Nuhr mit seinem ersten Soloprogramm Nuhr am nörgeln! unterwegs.
Für sein Programm Nuhr weiter so bekam er 1998 den Deutschen Kleinkunstpreis in der Sparte Kabarett. 2003 erhielt er den Deutschen Comedypreis für den besten Liveauftritt.
2022 gab er die Moderation des Kleinkunstfestivals in den Wühlmäusen auf und bekam dessen Sonderpreis.

## Fernsehen
Zahlreiche Fernsehauftritte machten ihn über die Kleinkunst-Szene hinaus bekannt, etwa in Scheibenwischer, Hüsch und Co., Die Harald Schmidt Show, Quatsch Comedy Club, Genial daneben, Schillerstraße oder 7 Tage, 7 Köpfe. Sein Programm Ich bin’s Nuhr besuchten etwa eine halbe Million Menschen.
Nachdem er 2004 erstmals bei Sat.1 den humorvollen Jahresrückblick Nuhr ein Jahr präsentiert hatte, ist er seit 2006 am Jahresende mit einem ähnlichen Programm im ZDF zu sehen. Mitte 2007 strahlte das ZDF zwei Episoden Nuhr – Wer's glaubt, wird selig aus, in welchen sich Nuhr mit Fragen zu Glaube und Religion beschäftigte. Am 24. Oktober 2008 übernahm Nuhr zum ersten Mal die Moderation des Deutschen Comedypreises. Vom 3. November 2009 an war er mit der vierteiligen Comedy-Reihe Nuhr so an vier Dienstagabenden live im ZDF zu sehen.
2009 beteiligte er sich an A Tribute to Die Fantastischen Vier zum zwanzigsten Jubiläum der Hip-Hop-Gruppe. Auf der Kompilation covern Künstler aus unterschiedlichen Richtungen Lieder der Stuttgarter. Nuhr spielte bei Buenos Dias Messias alle Instrumente selbst und nahm das Lied in seinem Arbeitszimmer mit der sonst für Radiobeiträge genutzten Technik auf.
Seit Januar 2011 moderiert er die ARD-Sendung Satire Gipfel und löste Mathias Richling ab, dessen Vertrag im Dezember 2010 endete. Im Oktober 2014 wurde die Sendung in Nuhr im Ersten umbenannt.
2010 produzierte er für RTL ein zweiteiliges Special zur Fußball-Weltmeisterschaft 2010, in dem er das Thema Fußball ironisch kommentierte. Außerdem produziert er für den Hörfunksender WDR 2 wöchentlich kabarettistische Beiträge. Von Juli 2012 bis März 2013 moderierte er zusammen mit Ralph Caspers die Quizshow Null gewinnt im Vorabendprogramm der ARD.
Seit 2012 nimmt er regelmäßig an der ARD-Themenwoche mit Beiträgen passend zum jeweiligen Thema teil, zuletzt 2022.
2013 moderierte Nuhr zum sechsten Mal den Comedypreis. Im Oktober 2014 folgte ihm nach sechs Jahren Carolin Kebekus als Moderatorin; 2015 und 2016 war er Vorsitzender der Jury. In der RTL-Sendung Mario Barth deckt auf! war Nuhr 2014 regelmäßig zu Gast und präsentierte gemeinsam mit Barth Fälle von Steuerverschwendung.
2015 startete das ARD-Format Nuhr ab 18 mit ihm als Moderator. In der 30-minütigen Sendung stellte er jeweils vier junge Comedians vor. 2020 war er mit seinem Programm Kein Scherz! auf Tournee in Deutschland und der Schweiz.

## Rezeption
Der Nuhr zugeschriebene Ausspruch „Wenn man keine Ahnung hat, einfach mal die Fresse halten.“ wird häufig zitiert und Nuhr wollte ihn als Marke schützen lassen, was vor dem Oberlandesgericht Stuttgart Ende Januar 2023 scheiterte. Ein ähnlicher Ausspruch wurde in der Folge Frühjahrsputz der WDR-Sendung Ein Herz und eine Seele bereits 1974 geäußert: „Wenn man keine Ahnung hat, dann hält man bescheiden die Schnauze.“

Im Mai 2014 erhielt Nuhr den Jacob-Grimm-Preis Deutsche Sprache. Die Jury begründete die Ehrung mit den Worten: 

„Dieter Nuhr macht intelligentes Kabarett. Seine Stücke sind wortgewandt, die Pointen treffsicher. Aber er achtet nicht nur sorgfältig auf die sprachliche Qualität dessen, was er sagt: er bringt seinem Publikum auch Sprachkritik nahe und regt es an, über die Wirkung von Sprache nachzudenken“

Nuhr wurde 2021 von vier Kabarettisten in der Sendung Die Anstalt und 2023 von Jan Böhmermann persifliert.

### Islamkritik 2014
Nuhr ist laut Reinhard Mohr einer der wenigen Kabarettisten in Deutschland, die sich in ihren Programmen und Büchern mit Aspekten des Islams satirisch auseinandersetzen.
Im Oktober 2014 erstattete der Muslim Erhat Toka Strafanzeige gegen Nuhr.
Die Staatsanwaltschaft Osnabrück stellte das Verfahren im November 2014 ein. Der Islamwissenschaftler Mohammad Gharaibeh warf Nuhr vor, dass er zwar Missstände wie Islamismus und Fundamentalismus offenlege, sich aber meist über Muslime und den Islam im Ausland belustige und dadurch gängige Vorurteile auf diese Religion und ihre Anhänger projiziere und entsprechende Stereotype fördere.
Äußerungen Nuhrs legten nahe, dass er Muslime in Deutschland als Fremde empfinde, die nicht zur europäischen Kultur gehörten.

### Thunberg-Kritik 2019
In einer Ausgabe seiner Sendung Nuhr im Ersten vom 30. September 2019 ging Nuhr auf Greta Thunbergs eine Woche zuvor gehaltene Rede beim UN-Klimagipfel ein und erklärte „Ich werde – weil meine Tochter zu den Freitags-Demos geht – im Kinderzimmer nicht mehr heizen“ und „Wenn unsere Kinder meinen, wir können diese Welt mit ein bisschen Sonne und Wind antreiben, dann sollten wir Eltern ihnen ein Hamsterrad mit Dynamo ins Kinderzimmer stellen“.
Diese Äußerungen riefen viel Kritik hervor.
Darauf angesprochen sagte er in einem Interview, er sei eigentlich für Fridays for Future und Klimaschutz, aber die Forderungen der Bewegung seien unerfüllbar und liefen auf die Auflösung der Welthandelsordnung hinaus. Dies würde dann nicht zu Millionen, sondern zu Milliarden Toten sowie einem Dritten Weltkrieg führen. Spiegel Online stellte zur Kritik fest, „Verlierer des Tages ist die Gelassenheit“, und zitierte Herbert Feuerstein: „Jeder hat das Recht, verarscht zu werden.“ In einer Kolumne der taz wurde die Redaktion der Emma kritisiert, weil diese Nuhr wegen seiner Äußerungen über Thunberg „als Rebell gegen die ‚Political Correctness‘“ gelobt hatte. „Dabei hat Nuhr nur seinen Job gemacht“, kommentierte Sebastian Briellmann in der Basler Zeitung.

### DFG-Beitrag 2020
Für ihre Jubiläumskampagne im Jahr 2020 veröffentlichte die Deutsche Forschungsgemeinschaft (DFG) unter anderem einen Audiobeitrag von Nuhr.
Darin erklärte er unter anderem: „Wissen bedeutet nicht, dass man sich zu 100 Prozent sicher ist, sondern dass man über genügend Fakten verfügt, um eine begründete Meinung zu haben.“ Es sei daher richtig, dass Wissenschaftler ihre Meinung änderten: „Das ist normal. Wissenschaft ist gerade, dass sich die Meinung ändert, wenn sich die Faktenlage ändert. Und wer ständig ruft ‚Folgt der Wissenschaft!‘ hat das offensichtlich nicht begriffen.“
Nachdem Nuhr in sozialen Medien kritisiert worden war, da ihm zuvor wissenschaftlich fragwürdige Relativierungen des menschengemachten Klimawandels und der COVID-19-Pandemie vorgeworfen worden waren, löschte die DFG den Beitrag. Nuhr wertete dies als Cancel Culture. Der Literaturwissenschaftler Johannes Franzen wies später darauf hin, dass die Kritik an Nuhr auf Twitter von zahlreichen Vertretern der wissenschaftlichen Community vorgebracht wurde und nicht, wie oftmals behauptet, von einem anonymen ‚Mob‘.
Der Streit zwischen der DFG und Nuhr wurde kurz darauf unter Vermittlung des Wissenschaftsjournalisten Ranga Yogeshwar beigelegt und der Beitrag unverändert wieder online gestellt. Die DFG veröffentlichte dazu eine Erklärung, in der sie sich bei Nuhr entschuldigte, und stellte fest: „Herr Nuhr ist eine Person, die mitten in unserer Gesellschaft steht und sich zu Wissenschaft und rationalem Diskurs bekennt. Auch wenn seine Pointiertheit als Satiriker für manchen irritierend sein mag, so ist gerade eine Institution wie die DFG der Freiheit des Denkens auf Basis der Aufklärung verpflichtet.“ Der Philosoph Philipp Hübl verteidigte Nuhrs Beitrag auf Deutschlandfunk Kultur mit der Begründung, Satire sei „eine Art Peer Review für unsere Moral“.

### Position zu gendergerechter Sprache und Identitätspolitik
Mehrfach trat Dieter Nuhr öffentlich gegen die sogenannte geschlechtergerechte Sprache auf und kritisierte, dass diese grundsätzlich den Zweck verfolge, Ideologie sichtbar zu machen, wobei schon beim Sprechen zum Ausdruck komme, ob es sich bei den jeweiligen Gesprächsteilnehmern um Gesinnungsfreunde oder -feinde handle. Ein derartiges Sichtbarmachen von Haltung in der Sprache sei ein typisches Merkmal von totalitären Systemen und demnach abzulehnen.
Nuhr schrieb eine Einleitung zu dem Buch Generation Gleichschritt. Wie das Mitlaufen zum Volkssport wurde von Ralf Schuler. 2022 trat Nuhr auf der Konferenz „Wokes Deutschland. Identitätspolitik als Bedrohung unserer Freiheit?“ auf. Dort sagte Nuhr, die „Berliner Blase“ habe sich vom Rest der Bevölkerung entfernt. Es gebe eine „machtvolle kleine Elite“, die „versucht zu steuern“.

## Fotografie
Nuhr widmet sich auch der konzeptuellen Fotografie und stellt seine zum Teil am Computer nachbearbeiteten Fotos in Galerien und Museen aus. Zuerst 2008 in Hamburg, 2010 und erneut 2015 im Museum Ratingen, im Stadtmuseum von Siegburg und in der Galerie Küper in Peking. 2017 wurden seine Arbeiten in der Villa Stahmer in Georgsmarienhütte gezeigt. Seit 2017 stellt Nuhr seine Arbeiten auch europaweit und in Asien aus, etwa in der Gallery Pékin Fine Arts in Peking, in Shanghai bei der Photo Fair, im Luxehills Art Museum in Chengdu, in der Galerie Reiners Contemporary Art in Marbella, bei der 15. Shanghai Photography Art Exhibition, in der Biblioteca Nazionale Marciana in Venedig und im Musée Théodore-Monod d’Art Africain in Dakar. Einige seiner Bilder ließ er für karitative Zwecke versteigern.

## Weitere Aktivitäten, soziales Engagement
Nuhr war 1980 Gründungsmitglied der Grünen, steht inzwischen aber nach eigener Aussage keiner Partei besonders nahe.
Für die Wahl des Bundespräsidenten im Jahr 2022 wurde Dieter Nuhr von der FDP in Nordrhein-Westfalen für die Bundesversammlung nominiert.
Seit 2006 unterstützt Nuhr die SOS-Kinderdörfer, beispielsweise durch Ausstellungen und Verkauf seiner Fotografien zugunsten von SOS-Kinderdorf, Spendenaufrufe auf seiner Facebook-Seite oder Medienauftritte als SOS-Botschafter.
Er besuchte Projekte in den Ländern Sudan, Libanon, Äthiopien, Georgien und Bolivien. Seinen Gewinn aus der Sendung Wer wird Millionär? (2010) stellte er dem Kinderdorf in Khartum zur Verfügung.

## Auszeichnungen

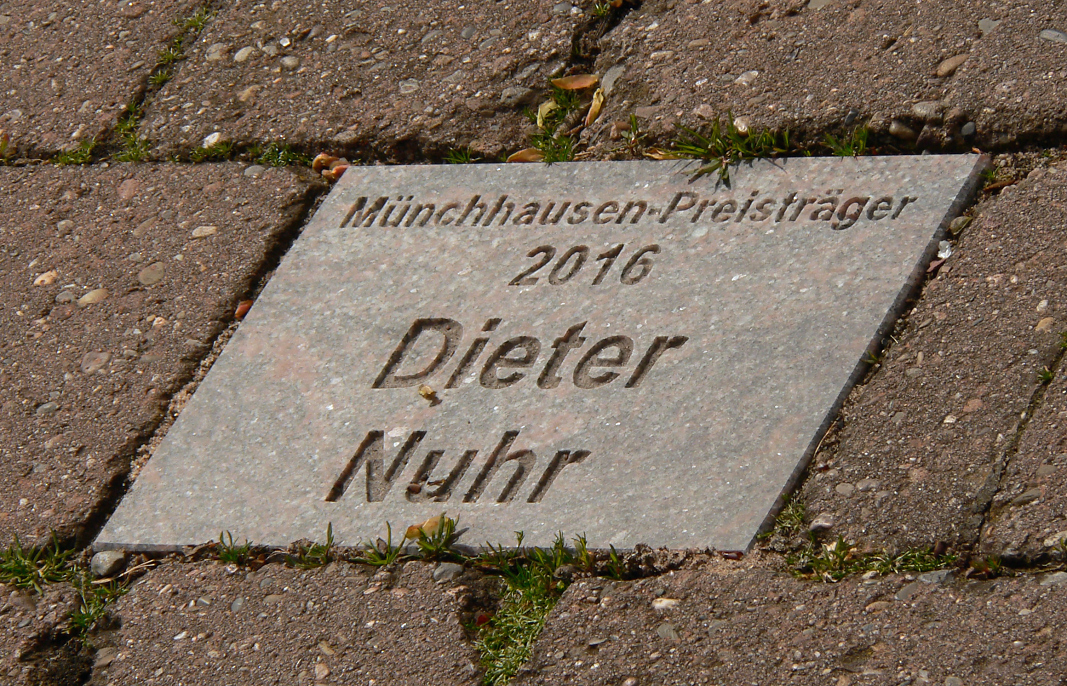
Steinplatte mit Auszeichnungen Münchhausen-Preisträger 2016 am Rathaus in Bodenwerder

- 1998: Deutscher Kleinkunstpreis in der Kategorie Kabarett
- 2000: Bayerischer Kabarettpreis – Hauptpreis
- 2000: Morenhovener Lupe der Morenhovener Kabarett-Tage
- 2003: Deutscher Comedypreis – Bester Live-Act
- 2004: Eselorden der Stadt Wesel
- 2006: Zeck-Kabarettpreis[73]
- 2006: Nominiert für die Goldene Rose als bester TV-Performer für den Fernsehvierteiler Gibt es intelligentes Leben?
- 2007: Nordrhein-Westfälischer Kleinkunstpreis „Bocholter Pepperoni“
- 2008: Deutscher IQ-Preis des Vereins Mensa in Deutschland[74][75]
- 2009: Deutscher Comedypreis – Bester Komiker
- 2010: Deutscher Comedypreis – Bester Komiker
- 2011: Health Media Award für Nuhr unter uns[76]
- 2012: Krefelder Krähe – Ehrenpreis der Kabarettgruppe Die Krähen Krefeld[77]
- 2014: Jacob-Grimm-Preis Deutsche Sprache
- 2014: Ehrenpreis der Querdenker-Awards in der Kategorie Entertainment
- 2015: Deutscher Comedypreis – Bester Komiker
- 2016: Münchhausen-Preis
- 2016: Deutscher Comedypreis – Bester Komiker
- 2017: Verdienstorden des Landes Nordrhein-Westfalen
- 2017: Düsseldorfer des Jahres in der Kategorie „Ehrenamt“ für sein Engagement bei den SOS-Kinderdörfern[78][79]
- 2019: Comedy-Preis Recklinghäuser Hurz, Hauptpreis Der-Wolf-und-das-Lamm-Hurz[80]
- 2022: Das große Kleinkunstfestival (Sonderpreis)
- 2024: Blauer Panther – TV & Streaming Award: Ehrenpreis des Bayerischen Ministerpräsidenten[81]

## Werke

### Bühnenprogramme
- Nuhr am nörgeln!
Begleitbuch: con anima, Düsseldorf 1995, ISBN 3-931265-02-1.
Tonmitschnitt vom 23. Juni 1995 im Kom(m)ödchen, Düsseldorf: auf CD, WortArt, Köln 1995, ISBN 3-86604-131-4. Neuauflage: Random House Audio, Köln 2006, ISBN 3-86604-131-4
- Nuhr weiter so
Begleitbuch: con anima, Düsseldorf 1996, ISBN 3-931265-05-6.
Tonmitschnitt vom November 1996 im Haus der Springmaus, Bonn: auf CD, WortArt, Köln 1997, ISBN 3-931780-21-X.
- Nuhr nach vorn
Begleitbuch: con Anima, Düsseldorf 1998, ISBN 3-931265-18-8.
Tonmitschnitt vom Dezember 1998 im Haus der Springmaus, Bonn: auf CD, WortArt, Köln 1999, ISBN 3-86604-133-0.
- www.nuhr.de
Tonmitschnitt aus dem Halb Neun Theater, Düsseldorf: auf CD, Polydor (Universal), Hamburg 2000, ISBN 3-7857-1385-1.
- www.nuhr.de/2
Tonmitschnitt vom Juli 2002 im Theater Die Wühlmäuse, Berlin: auf CD, Polydor (Universal), Hamburg 2002, ISBN 3-7857-1386-X.
- Ich bin’s Nuhr.
Tonmitschnitt vom Juli 2004 im Theater Die Wühlmäuse, Berlin: auf CD, Random House Audio, Köln 2004, ISBN 3-86604-134-9.
Liveaufzeichnung vom 15./16. Mai 2006 in der Tonhalle, Düsseldorf: auf DVD, WortArt, Köln 2006, ISBN 3-86604-269-8.
- Nuhr die Wahrheit.
Tonmitschnitt von Juni 2007 im Lustspielhaus, München: auf CD, WortArt, Köln 2007, ISBN 978-3-86604-485-2.
Liveaufzeichnung von 2009 im Schauspielhaus Hamburg: auf DVD, toonpool Medien, Burgwedel 2009, ISBN 978-3-8371-0058-7.
- Nuhr die Ruhe.
Tonmitschnitt vom Oktober 2009 im Circus Krone, München: auf CD, WortArt, Köln 2009, ISBN 978-3-8371-0302-1.
- Nuhr unter uns.
Tonmitschnitt auf CD, Random House Audio, Köln 2011, ISBN 978-3-8371-1182-8.
- Nuhr ein Traum.
Tonmitschnitt auf CD, Random House Audio, Köln 2013, ISBN 978-3-8371-2277-0.
- Nur Nuhr.
Tonmitschnitt auf CD, Random House Audio, Köln 2015, ISBN 978-3-8371-3290-8.
- Nuhr hier, nur heute.
Tonmitschnitt auf CD, Random House Audio, Köln 2017, ISBN 978-3-8371-4024-8.
- Kein Scherz
Tonmitschnitt auf CD, Random House Audio, 2019, ISBN 978-3-8371-4973-9.
- Kein Scherz – Seuchenfrei und voll geheilt. WortArt. Random House Audio. 2021. ISBN 978-3-8371-5831-1.
- mit Urban Priol und Fritz Eckenga: Die Wahrheit über Deutschland Teil 16 WortArt. Random House Audio. 2022. ISBN 978-3-8371-6003-1.

### Fernsehmoderationen
- seit 2004: Nuhr – Der Jahresrückblick, Sat.1
- 2005: Nuhr – Gibt es intelligentes Leben?, Sat.1
- seit 2006: Das große Kleinkunstfestival, rbb
- 2008–2013: Deutscher Comedypreis
- 2009: Nuhr so, ZDF
- seit 2010: Dieter Nuhr live!, RTL
- seit 2011: Nuhr im Ersten (Titel bis Oktober 2014 Satire Gipfel), Das Erste
- 2011: Typisch Frau, Typisch Mann, RTL
- 2012: Die RTL Comedy Woche, RTL
- 2012–2013: Null gewinnt, Das Erste
- 2015–2017: Nuhr ab 18 – Junge Comedy, Das Erste
- 2016: nuhr gefragt – Die Pro & Contra-Comedy, WDR
- seit 2017: Kabarettgipfel, 3sat, ORF 1
- 2021: Eine kurze Geschichte des Humors – mit Dieter Nuhr, Sky 1

### Radio
Wöchentlich kommentiert Nuhr auf WDR 2 in satirischen Kurzbeiträgen das Tagesgeschehen zu Politik, Gesellschaft und die Wissenschaft rund um die Gender-Thematik.

### Videoalben
- 2000: Quatsch Comedy Club – Das Beste Vol. 1
- 2001: Quatsch Comedy Club – Das Beste Vol. 2
- 2004: Nuhr vom Feinsten. Random House Audio, Köln 2004, ISBN 3-86604-135-7.
- 2006: Ich bin’s Nuhr
- 2009: Nuhr die Wahrheit
- 2011: Nuhr die Ruhe
- 2013: Nuhr unter uns
- 2015: Nuhr ein Traum
- 2017: Nur Nuhr

### Bücher
- Nuhr am nörgeln! Das Buch zum Programm. con anima Verlag, Düsseldorf 1995, ISBN 3-931265-02-1.
- Nuhr weiter so. Das Buch zum Programm. con anima Verlag, Düsseldorf 1996, ISBN 3-931265-05-6.
- Nuhr nach vorn. Das Buch zum Programm. con anima Verlag, Düsseldorf 1998, ISBN 3-931265-18-8.
- Gibt es intelligentes Leben? Rowohlt, Reinbek 2006, ISBN 3-499-62076-6.
- Wer’s glaubt, wird selig. Rowohlt, Reinbek 2007, ISBN 978-3-499-62284-7.
- Nuhr unterwegs. Rowohlt, Reinbek 2008, ISBN 978-3-499-62358-5.
- Nuhr auf Sendung. Ein Radiotagebuch. WortArt, Köln 2010, ISBN 978-3-8419-0013-5.
- Nuhr fotografiert! Fotokunst von Dieter Nuhr. Hrsg.: Melanie Ehler. Kerber Verlag, Bielefeld 2010, ISBN 978-3-86678-396-6.
- Der ultimative Ratgeber für alles. Bastei Lübbe, Köln 2011, ISBN 978-3-7857-6055-0 (Als Hörbuch 2011, ISBN 978-3-7857-4024-8 (Platz 1 der Spiegel-Bestsellerliste vom 2. Mai bis zum 26. Juni 2011)). (DE: Gold (Hörbuch-Award))
- Das Geheimnis des perfekten Tages. Bastei Lübbe, Köln 2013, ISBN 978-3-431-03861-3 (Als Hörbuch 2013, ISBN 978-3-7857-4692-9 (Platz 1 der Spiegel-Bestsellerliste vom 1. April bis zum 5. Mai und vom 20. bis zum 26. Mai 2013)).
- Nuhr auf Sendung 2. Ein Radiotagebuch. WortArt, Köln 2016, ISBN 978-3-942454-21-6.
- Die Rettung der Welt. Meine Autobiographie. Lübbe, Köln 2017, ISBN 978-3-431-03959-7, auch als Hörbuch und E-Book erhältlich.
- Gut für dich!: Ein Leitfaden für das Überleben in hysterischen Zeiten. Lübbe, Köln 2019, ISBN 978-3-431-04124-8, auch als Hörbuch und E-Book erhältlich.
- Wo geht´s lang? Ungewohnte Blicke auf eine ziemlich fremde Welt. Lübbe, Köln 2020, ISBN 978-3-431-05019-6 (Bildband mit Reisefotos).
- WOHIN? Eine Reise von der Mitte der Gesellschaft bis an die Ränder der Zivilisation Lübbe, Köln, 2025, ISBN 978-3-86995-157-7